# Robert Huber
Pour les articles homonymes, voir Robert Huber (homonymie).
Robert Huber (né le 20 février 1937 à Munich) est un chimiste allemand. Il est co-lauréat du prix Nobel de chimie de 1988 avec Johann Deisenhofer et Hartmut Michel « pour la détermination de la structure tridimensionnelle des centres réactifs photosynthétiques ».

## Biographie
Robert Huber étudie, passe son doctorat et son habilitation à diriger des recherches à l’université technique de Munich. De 1971 à mars 2005, il est directeur de l’Institut Max Planck de biochimie à Martinsried près de Munich. Depuis 1976, il est aussi professeur occasionnel à l’université technique de Munich.
Il obtient le prix Nobel de chimie en 1988, conjointement avec Johann Deisenhofer et Hartmut Michel, pour ses recherches sur la structure tridimensionnelle des centres réactifs photosynthétiques chez les bactéries pourpres. Robert Huber a profondément influencé la compréhension de la photosynthèse par son travail théorique et pratique sur la radiocristallographie des protéines.